# Мингурень
Мингурень, Мингурені (рум. Mângureni) — село у повіті Вилча в Румунії. Входить до складу комуни Ніколає-Белческу.
Село розташоване на відстані 145 км на північний захід від Бухареста, 11 км на південний схід від Римніку-Вилчі, 92 км на північний схід від Крайови, 114 км на південний захід від Брашова.

## Населення
За даними перепису населення 2002 року у селі проживали 169 осіб, усі — румуни. Усі жителі села рідною мовою назвали румунську.